# Luleå HF

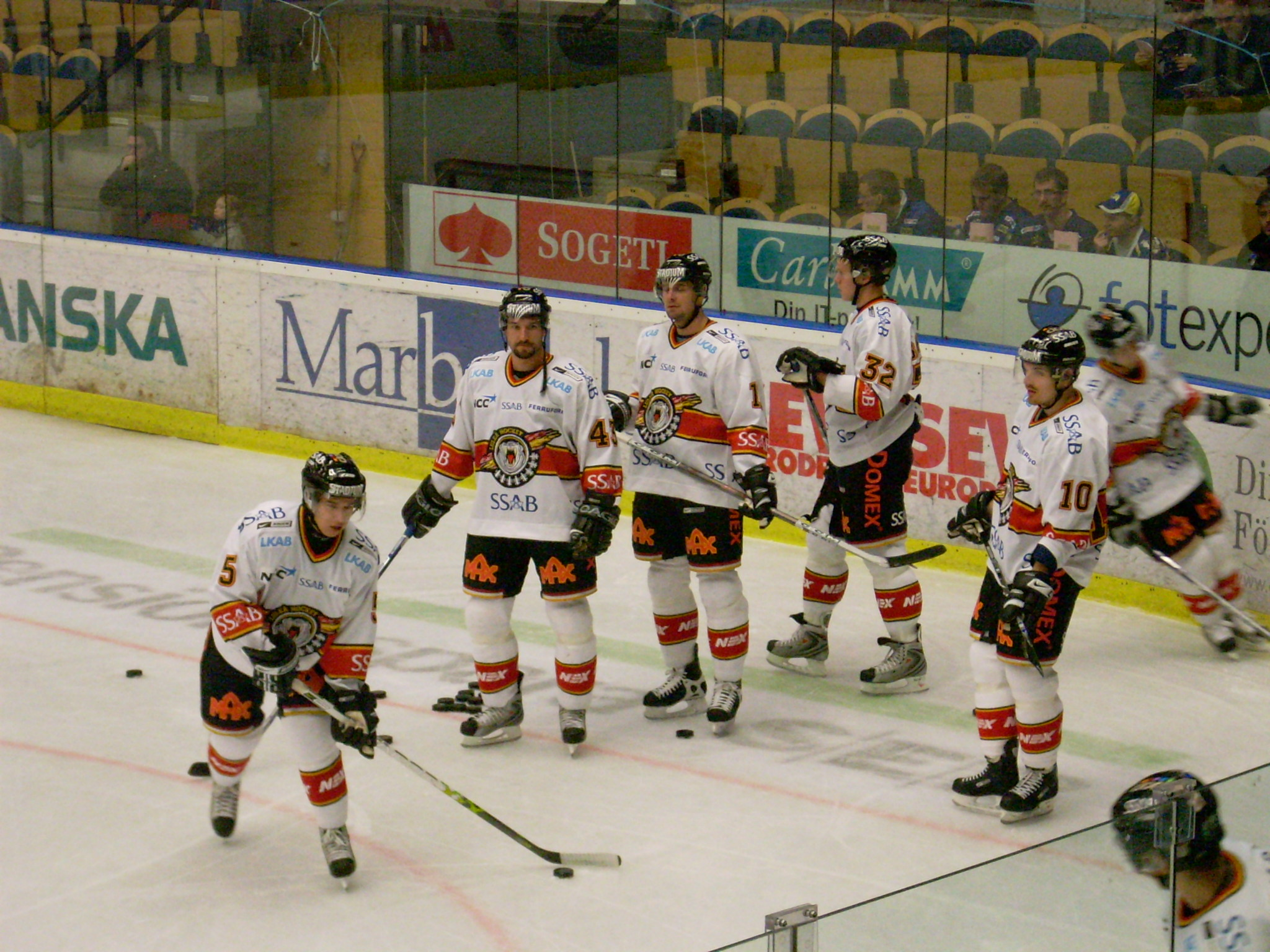
Spelers van Luleå HF

Luleå HF is een ijshockeyclub uit Luleå in Zweden. De club werd opgericht op 2 mei 1977. De club werd Zweeds kampioen in 1996. De club was Europees ook de winnaar van de Champions Hockey League 2014-2015 in het eerste seizoen dat de Champions Hockey League werd ingericht.